# 秋田県道102号大館鷹巣線
秋田県道102号大館鷹巣線（あきたけんどう102ごう おおだてたかのすせん）は、秋田県大館市から北秋田市に至る一般県道である。

## 概要
大館市住吉町で国道7号から分岐、比内山麓広域農道と重複し、南進して同市根下戸で国道103号（=国道104号重複）の大館南バイパスと立体交差（根下戸ランプ）、米代川に架かる田中橋の先（大館市櫃崎大道下）で西に折れて、そのまま直進する広域農道から分岐する。米代川左岸を西へ進んで秋田自動車道（国道7号大館西道路）と交差したあとで秋田自動車道の西側を南下して櫃崎集落を通り、大館市赤石で秋田県道52号比内田代線に合流する。米代川の南で県道52号から分岐して89 mでいったん路線が途切れる。
再び北秋田市栄字田沢の田沢神社付近から路線が始まり、ほぼ西進し、国道105号鷹巣バイパスと交差。ここから市街地を通り同市住吉町で秋田県道24号鷹巣川井堂川線に接続する。なお、北秋田市栄から旧鷹巣町の中心部までの区間は、国道105号鷹巣バイパスの供用開始に合わせて拡幅され直線道路となった。
当県道にほぼ並行するように秋田自動車道（国道7号 大館西道路・鷹巣大館道路）が供用している。

### 路線データ
- 総延長 : 20.360 km[2]
- 実延長 : 14.321 km[2]
- 起点 : 秋田県大館市住吉町58番3（大館消防署前交差点・国道7号交点）[3]北緯40度16分24.71秒 東経140度32分18.59秒
- 終点 : 秋田県北秋田市住吉町113番地先（住吉町交差点・秋田県道24号鷹巣川井堂川線交点）[3]北緯40度13分43.89秒 東経140度21分56.22秒
- 未供用区間 : 大館市板沢字愛宕下[4] - 北秋田市栄、3.833 km[2]

## 歴史
- 1959年（昭和34年）2月17日 - 大館鷹巣線（整理番号25）として大館市から北秋田郡鷹巣町までが秋田県道に認定される[5][3]。
- 1970年（昭和45年） - 比内山麓広域農道の重複区間が設定される[6]。
- 1988年（昭和63年） - 3年間にわたり、交通不能区間の田沢地区と真中地区間を陸上自衛隊第2施設団第11施設群247実中隊に委託し、4キロメートルを幅員4メートルで部外工事（暫定施工）を行うが、荒通しの状態で未供用のまま予算が付かず放置される[7][8]。
- 1998年（平成10年）12月5日 - 国道103号（=重複 国道104号）大館南バイパスが全線開通し、根下戸ランプで接続する。

### 路線細部の変更
以下、秋田県公報による路線状況細部の変更。
- 2004年（平成16年）1月13日 - 道路の供用開始（北秋田郡鷹巣町栄字竹原岱97番 - 字摩当4番地先）[9]

## 路線状況

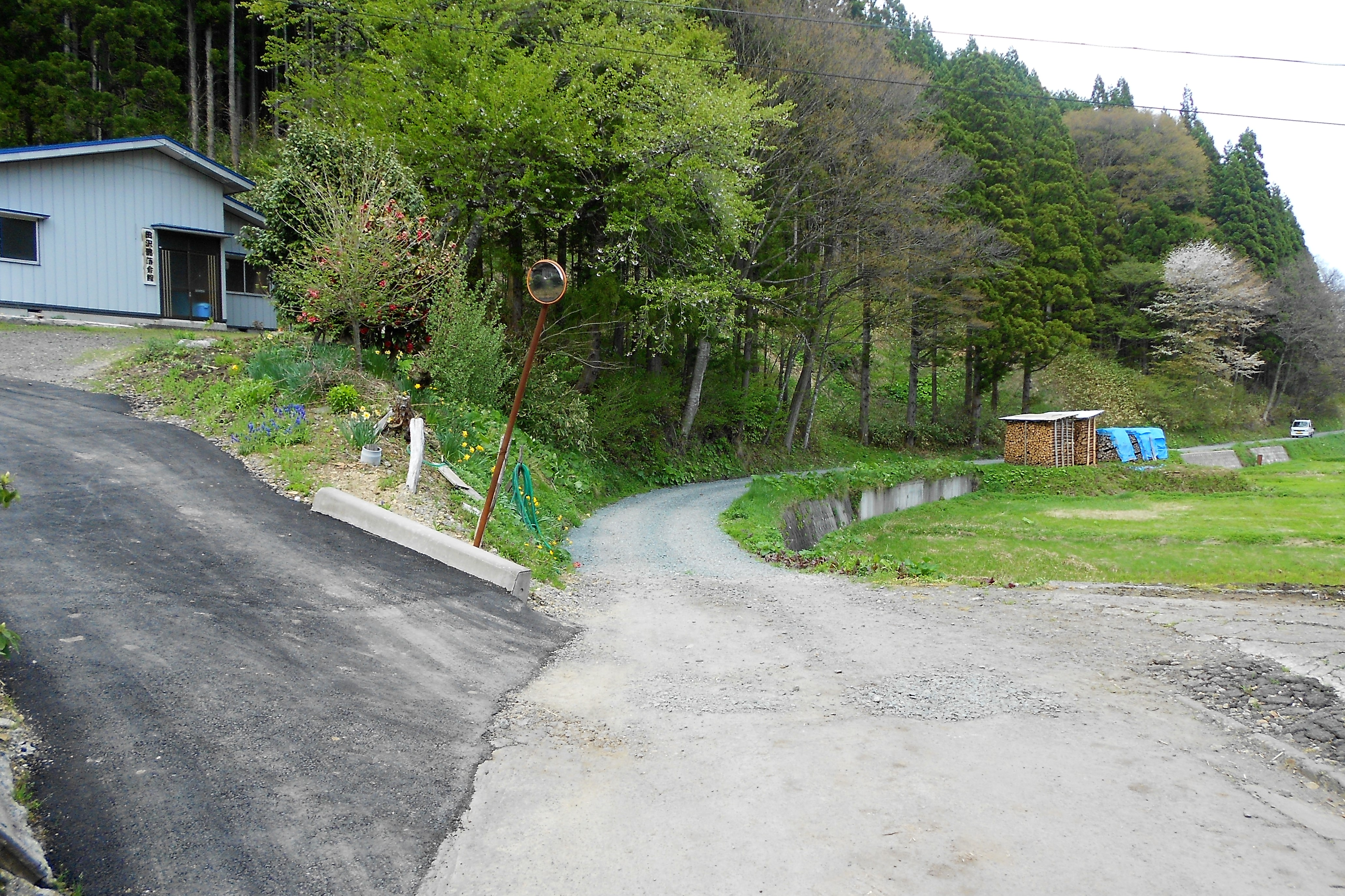
北秋田市 田沢部落会館付近

当県道の未開通区間（大館市板沢 - 北秋田市栄の市境界部分）は、南側を鷹巣大館道路が通り、全線が開通する見通しがない。

### 重複区間
- 比内山麓広域農道（大館市住吉町・起点 - 大館市櫃崎大道下）[6]
- 秋田県道52号比内田代線（大館市赤石 - 大館市板沢字愛宕下152番地先）、約2.2 km[2][4]

### 冬期閉鎖区間
- 区間 : 北秋田市栄字田沢・地内[10]
  - 期日 : 11月下旬 - 4月中旬[11]

### 交通不能区間
- 北秋田市栄地内、1.405 km[12]

### 道路施設
- 米代川
  - 田中橋（大館市）
  - 栄橋（北秋田市）

## 地理

### 通過する自治体
- 大館市 - 北秋田市

### 交差する道路

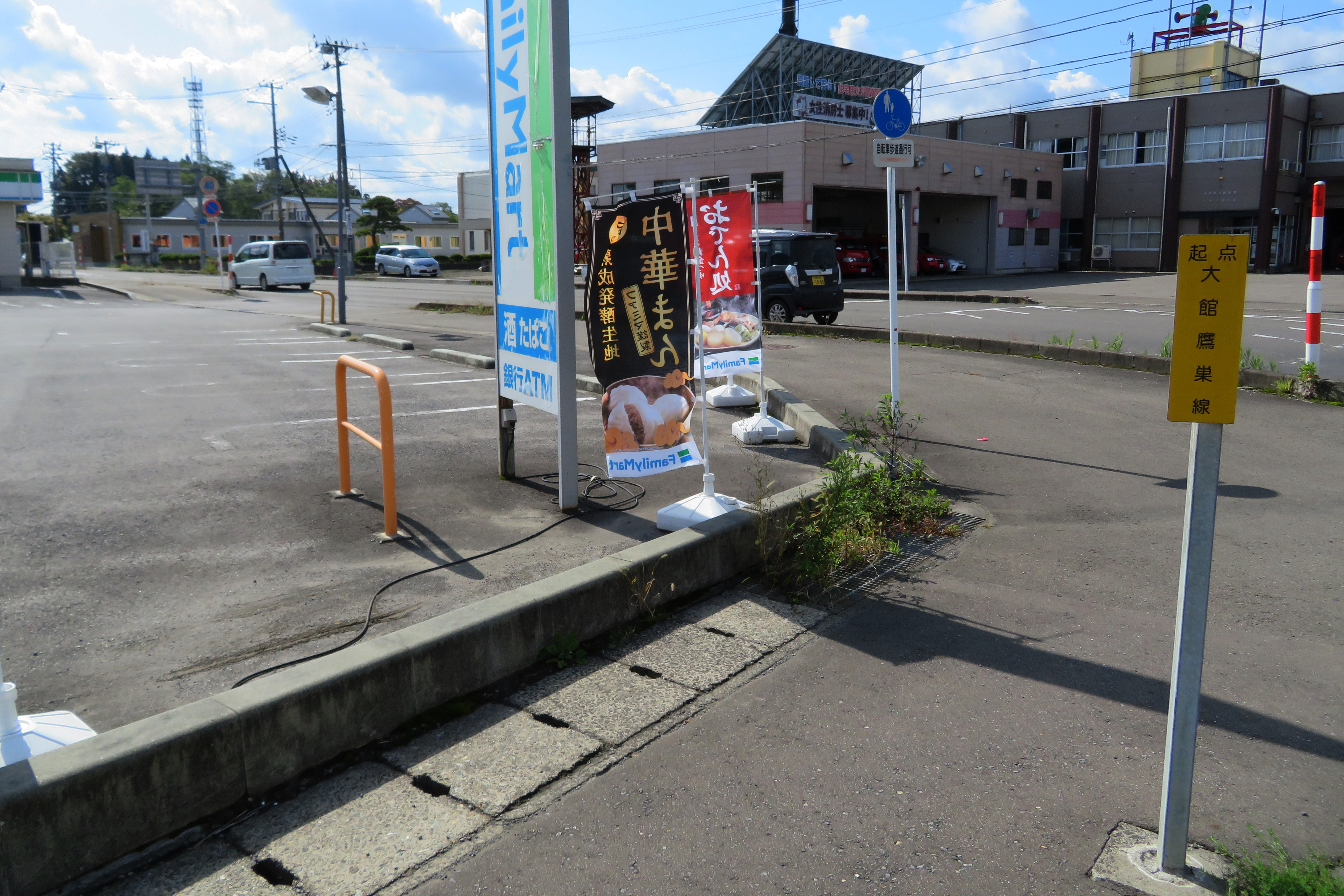
起点付近(大館消防署前交差点)

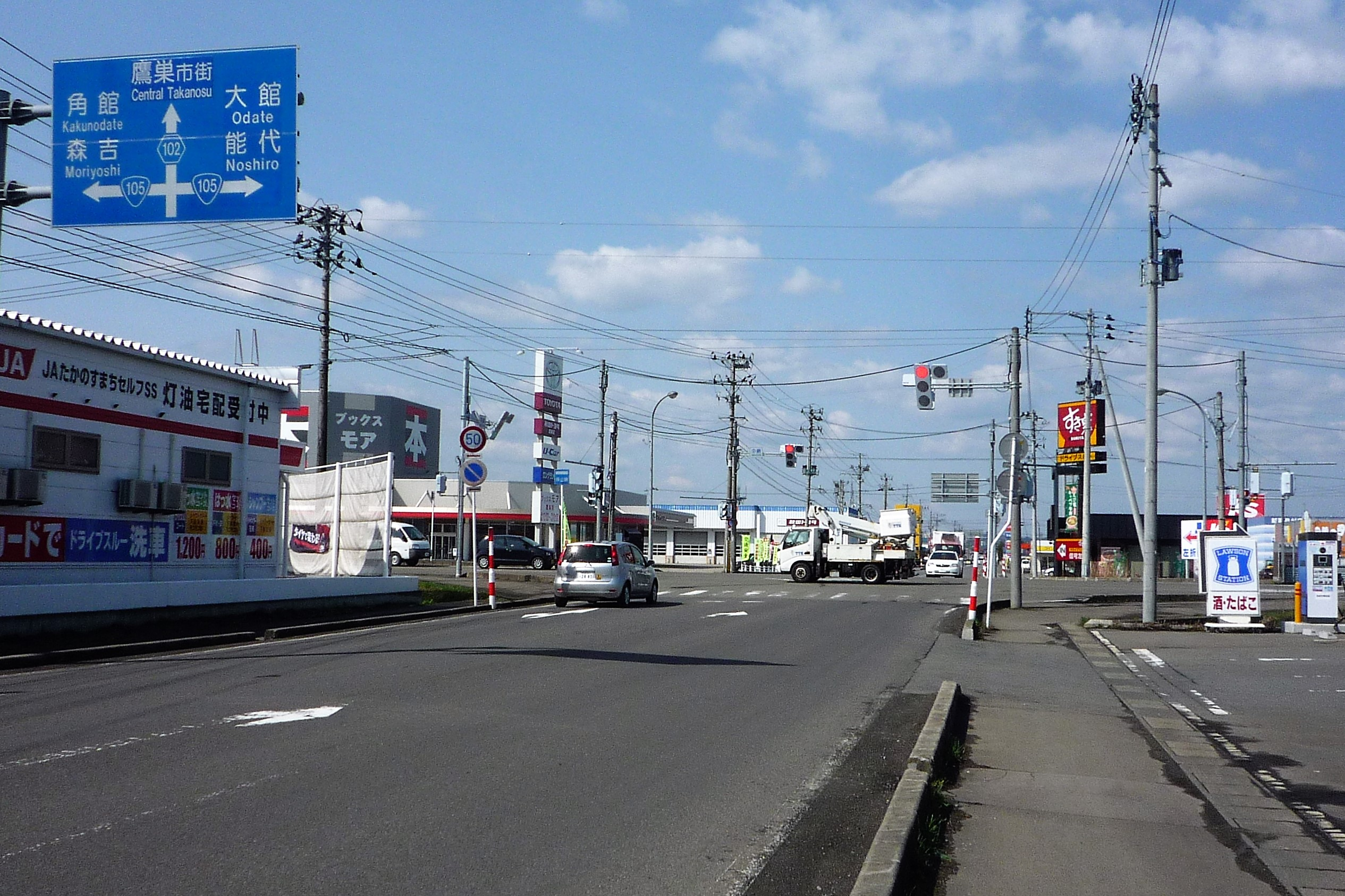
国道105号との交点 中綱交差点

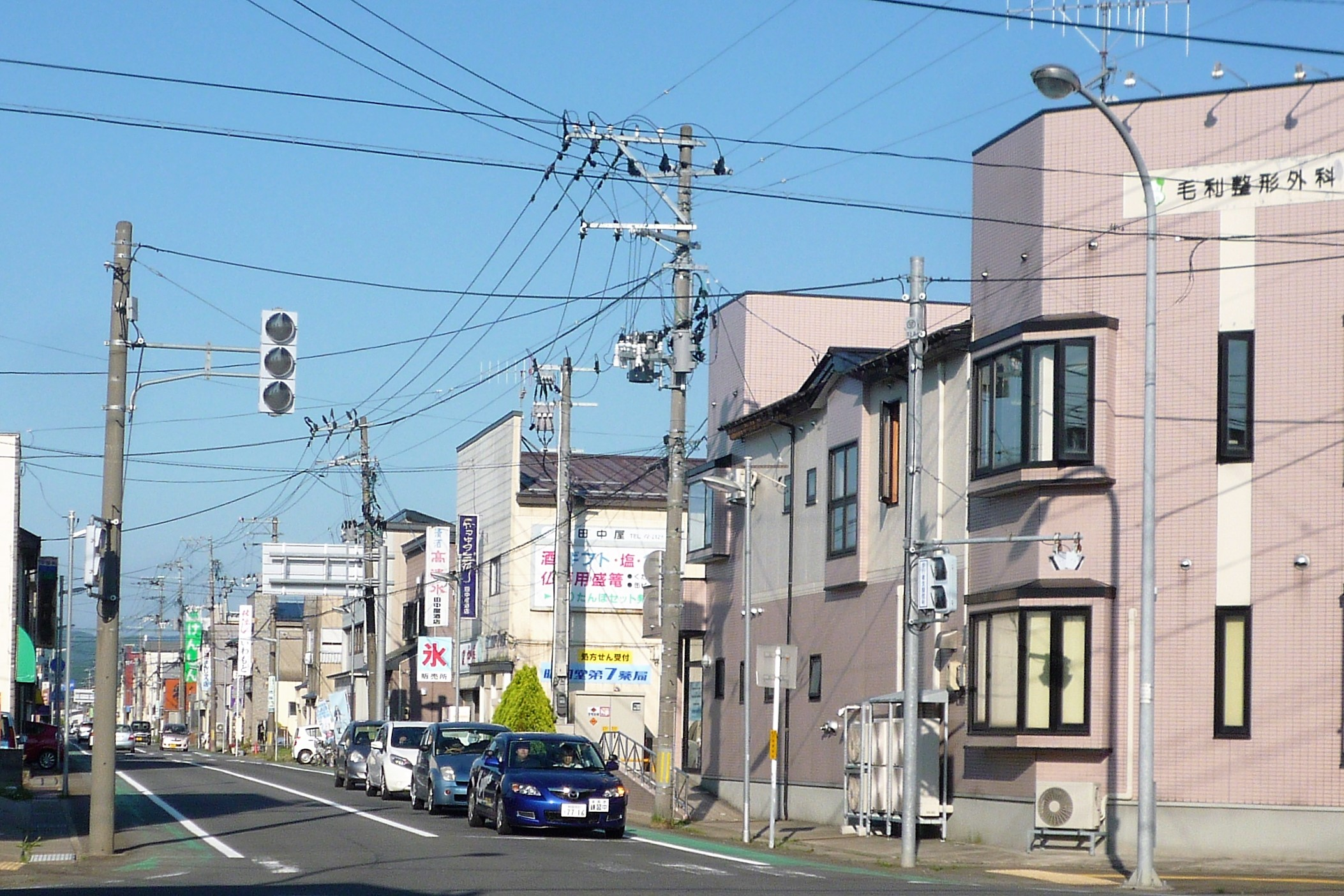
終点の北秋田市住吉町交差点

| 施設名                          | 接続路線名                                    | 備考                      | 所在地                                                           |
| ------------------------------- | --------------------------------------------- | ------------------------- | ---------------------------------------------------------------- |
| 大館消防署前交差点              | 国道7号                                       | 起点 比内山麓広域農道起点 | 大館市住吉町                                                     |
| 根下戸ランプ                    | 国道103号・大館南バイパス （=国道104号 重複） | 広域農道 重複区間         | 大館市根下戸字大破風下北緯40度15分58.39秒 東経140度32分11.77秒   |
| 田中橋                          | 〈米代川〉                                    |                           | 大館市根下戸                                                     |
|                                 | 比内山麓広域農道                              |                           | 大館市櫃崎大道下北緯40度15分39.72秒 東経140度31分58.86秒         |
| 赤石交差点                      | 秋田県道52号比内田代線                        |                           | 大館市赤石北緯40度15分12.67秒 東経140度30分12.16秒               |
|                                 | 秋田県道52号比内田代線                        |                           | 大館市板沢字愛宕下152番地先北緯40度15分51.9秒 東経140度29分4.1秒 |
| 〈大館市側終点〉                |                                               |                           | 大館市板沢字愛宕下155番地先北緯40度15分53.4秒 東経140度29分0.2秒 |
| 【未供用・通行不能区間】 6.0 km |                                               |                           |                                                                  |
| 〈北秋田市側起点〉              |                                               |                           | 北秋田市栄字田沢北緯40度14分28.77秒 東経140度26分26.41秒         |
| 栄橋                            | 〈米代川〉                                    |                           | 北秋田市栄                                                       |
| 中綱交差点                      | 国道105号 鷹巣バイパス                        |                           | 北秋田市中綱北緯40度13分51.54秒 東経140度22分53.86秒             |
| 住吉町交差点                    | 秋田県道24号鷹巣川井堂川線                    | 終点                      | 北秋田市住吉町                                                   |

### 沿線の施設
大館市
- 大館市消防本部・大館消防署
- いとく片山店
- 大館警察署
- 秋田北部自動車学校
- JAF秋田支部大館基地
- 大館市役所 真中出張所

北秋田市
- 北秋田市立鷹巣東小学校
- 虹のホールたかのす
- イオンタウン鷹巣
- たかのすモール
- 北都銀行鷹巣支店
- 秋田県信用組合鷹巣支店
- JR東日本 奥羽本線 鷹ノ巣駅・秋田内陸縦貫鉄道 秋田内陸線 鷹巣駅（市道経由250 m）
- 鷹巣郵便局（終点から県道24号経由 100m）